# Claude-André Faucher-Giguère
Pour les articles homonymes, voir Faucher et Giguère.
Claude-André Faucher-Giguère, né à Sainte-Aurélie,  est un astrophysicien canadien, professeur d'astronomie à l'Université Northwestern, près de Chicago,.